# Ipomoea palustris
Ipomoea palustris là một loài thực vật có hoa trong họ Bìm bìm. Loài này được (Urb.) Urb. mô tả khoa học đầu tiên năm 1925.